# Titanoeca psammophila
Titanoeca psammophila is een spinnensoort uit de familie der rotskaardespinnen (Titanoecidae). De soort komt voor in Zweden en Midden-Europa.
Deze spin wordt 3 tot 4 mm groot. De soort onderscheidt zich van de rotskaardespin doordat het achterlijf geen stippen heeft.